# 9a edició dels Premis Mestre Mateo
La 9a edició dels premis Mestre Mateo fou celebrada el 17 d'abril de 2011 per guardonar les produccions audiovisuals de Galícia del 2010. Durant la cerimònia, l'Academia Galega do Audiovisual va presentar els Premis Mestre Mateo en 29 categories. La cerimònia es va celebrar a l'Auditori Municipal d'Ourense i els presentadors de la gala foren Belén Regueira i Xosé Antonio Touriñán. La gala va rebre una subvenció de 90.000 euros de la Conselleria de Cultura.
Entre els finalistesse hi havia la pel·lícula 18 comidas, dirigida per Jorge Coira i nominada en 16 categories. Amb 14 candidatures estava la pel·lícula Retornos, de Luis Avilés Baquero, igual que la de Coira optava, entre otros, al premi al millor llargmetratge i a la millor direcció. Crebinsky competia en 12 categories, Mar libre en 9, Matalobos en 7 i Padre Casares en 3.
Xosé Manuel Olveira "Pico", president de l'Academia Galega do Audiovisual, va donar a conèixer als guanyadors del Premi Revelació Chano Piñeiro i del Premi d'Honor Fernando Rey, concedits respectivament Óliver Laxe i a Luis Tosar.

## Premis
Els guanyadors són els que apareixen en primer lloc i destacats en negreta.
| Millor pel·lícula | Millor director |
| --- | --- |

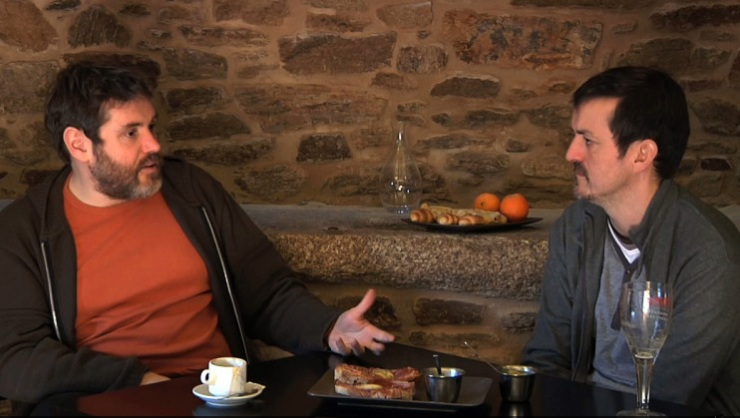
Jorge Coira, Millor director

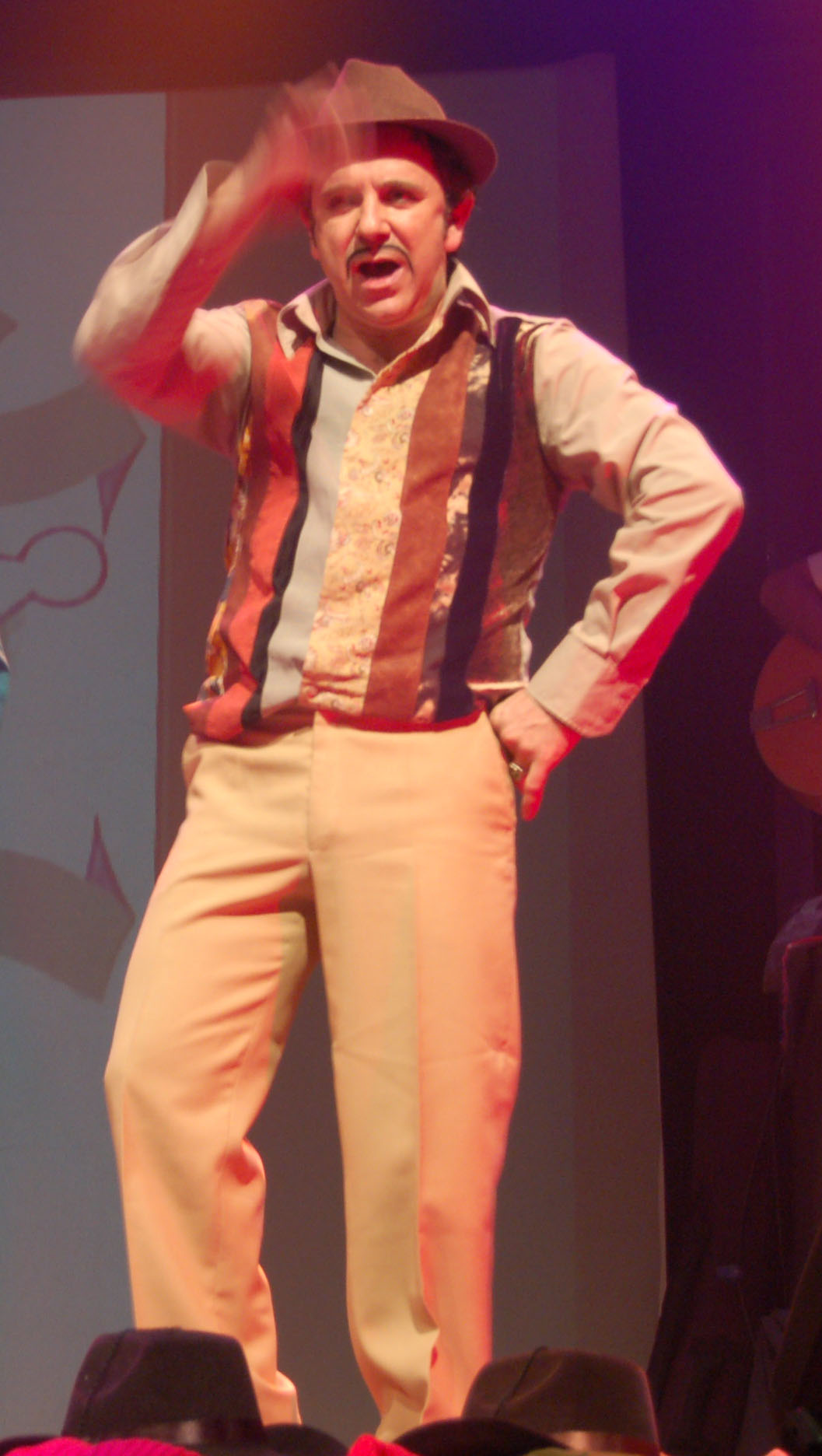
Miguel de Lira, Millor actor

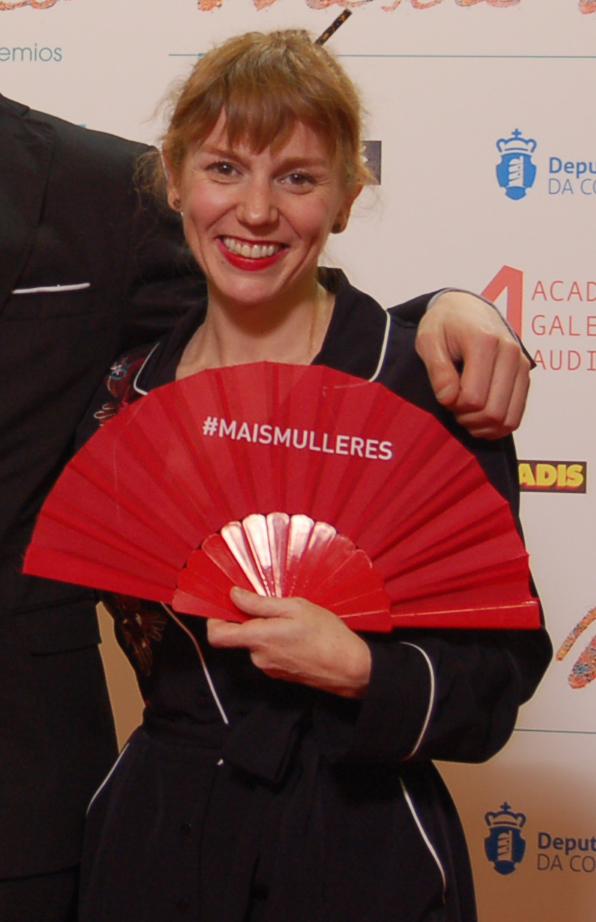
María Vázquez, millor actriu.

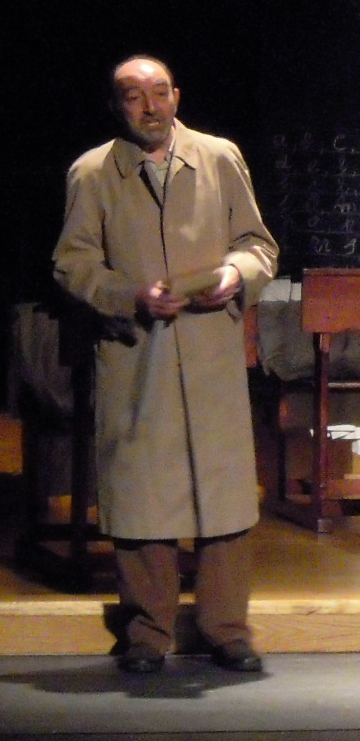
Xosé Manuel Olveira "Pico", millor actor secundari

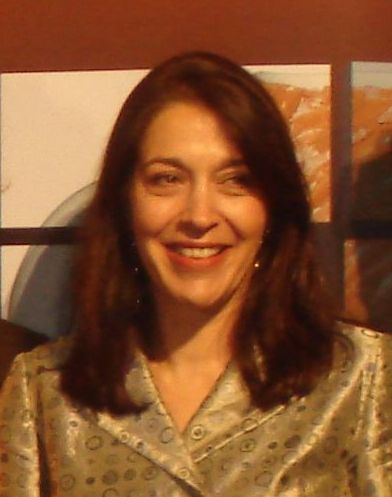
María Bouzas, millor actriu secundària

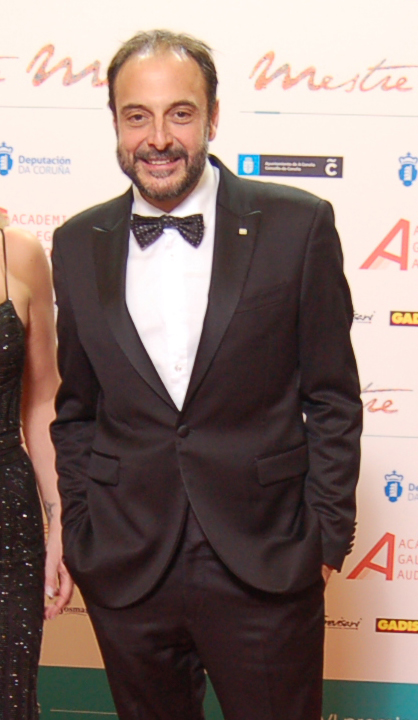
Roberto Vilar, millor comunicador.

| - 18 comidas – Tic Tac Producciones, ZircoZine, Lagarto Cine i TVG - Crebinsky – Control Z, Chévere vision e ZircoZine - Retornos – Vaca Films, Zed Filmes, Patagonic Film Group i TVG - O camiño – Producións A Fonsagrada, Castelao Pictures, Castelao Productions, Filmax e Elixir Films | - Jorge Coira – 18 comidas - Dani de la Torre – Mar libre - Enrique Otero – Crebinsky - Luís Avilés Baquero – Retornos |
| Millor film per televisió | Millor film documental |
| - Mar libre – Ficción Producciones e TVG - Voltar á casa – Formato Producciones e Ikiru Films | - Jazz en liberdade – Matriuska Producciones - Man Fred, home sen paz – Infernos TV - Roger de Flor. Naturalidade silvestre – Carlos Alberto Alonso e Rubén Coca P.C. |
| Millor actor | Millor actriu |
| - Miguel de Lira – Crebinsky com Feodor Crebinsky - Antonio Durán "Morris" – Padre Casares com Delmiro Ferreira - Luís Iglesia – Matalobos como Carmelo Matalobos Torreiro - Xavier Estévez – Retornos com Álvaro                                                                           | - María Vázquez – Mar libre - Luísa Merelas – Matalobos com Carme Torreiro - Carolina Vázquez – Matalobos com Bárbara Juve - Manuela Vellés – Retornos com Mar |
| Millor actor secundari | Millor actriu secundària |
| - Xosé Manuel Olveira "Pico" – Retornos com Xosé - Antonio Mourelos – 18 comidas com Víctor - Federico Pérez – 18 comidas com Tuto - Luís Tosar – 18 comidas com Edu | - María Bouzas – Retornos com Elisa - Mela Casal – Mar libre com - Camila Bossa – 18 comidas com Ana - Cristina Brondo –18 comidas com Nuria |
| Millor guió | Millor realitzador |
| - 18 comidas – Jorge Coira, Araceli Gonda i Diego Ameixeiras - Matalobos – Alberto Guntín, Carlos Portela, José Rubio i Víctor Sierra - Retornos – Alejandro Hernández - Crebinsky – Miguel de Lira i Enrique Otero                                                                         | - Matalobos – Jorge Saavedra i Iván Seoane - Land Rober – José María Fernández - Padre Casares – Manuel A. Espiñeira i Marta Piñeiro - Hai que mollarse – Xosé Antón Moure i Fran Velo |
| Millor obra experimental | Millor documental |
| - Manuscritos Pompeianos – Marcos Nine Búa - Canto de permanencia – Píxel Films i ASPG - (Des)ahógate – Egaci Producciones - Rural pretérito – Sonia e Miriam Albert Sobrino | - Radiografía dun autor de tebeos – Setemedia, Marcos Nine Búa i Alicia Veira - Koruño, legado de Hércules – Érica Esmorís, Mandeo Records i Socialcine - Lira, reserva de vida na costa da morte – Servizos Audiovisuais Galegos, Saga TV i TVG - El mono Paco – Falso Orgullo Producciones Audiovisuales |
| Millor sèrie de televisió | Millor programa de televisió |
| - Matalobos – Voz Audiovisual i TVG - Para mariñeiros, nós – Correlo Filmes - Padre Casares – Voz Audiovisual i TVG | - Land Rober – CTV - Conexións – Adivina Producións - Cultura 10 – CTV - Galegos no mundo – Portocabo |
| Millor direcció de producció | Millor direcció artística |
| - María Liaño –18 comidas - Borja Pena – Retornos - Sergio Gil e Pilar Pérez Solano – Crebinsky - Ana Míguez – Matalobos | - Ángel Amaro i Nanda Cuíña – Crebinsky - Alexandra Fernández – Retornos - Antonio Pereira – 18 comidas - Curru Garabal – Mar libre |
| Millor comunicador de televisió | Millor muntatge |
| - Roberto Vilar – Land Rober - Terio Carrera – Zona Champions - Xosé Ramón Gayoso – Luar - Iolanda Vázquez – Conexións | - 18 comidas – Jorge Coira - Retornos – J.R. Lorenzo - Crebinsky – J. R. Lorenzo e Enrique Otero - O camiño – Raúl Dávalos i A.C.E |
| Millor música original | Millor so |
| - 18 comidas – Piti Sanz i Iván Laxe - Mar libre – Manuel Riveiro - Crebinsky – Pablo Pérez - A tropa de trapo no país onde sempre brilla o sol – Zeltia Montes | - 18 comidas – Carlos Mouriño, Diego S. Staub i Carlos García - Crebinsky – Diego S. Staub i Xavier Souto - Retornos – Branko Neskov, Rubén Piputto i Tiago Silva - Mar libre – Carlos García, David Machado i Diego S. Staub                                                                              |
| Millor fotografia | Millor maquillatge i pentinat |
| - Crebinsky – Sergio Franco - Mar libre – Suso Bello - 18 comidas – Brand Ferro - Retornos – Ricky R. Morgade | - Crebinsky – Susana Veira - Mar libre – Paloma Ucieda i Óscar Aramburu - Retornos – Raquel Fidalgo i Noé Montes - 18 comidas – Raquel Fidalgo |
| Millor obra interactiva | Millor producció de publicitat |
| - GalegoLab – GalegoLab - Contoplanet – Perro Verde Films, Milrayas i Editorial Galaxia - Eufalo.tv – A navalla suíza - O soldadiño de chumbo. Un conto interactivo para IPAD – Continental Producciones, Editorial Galaxia i Moonbite Games                                                | - Orgullosos do Galego. En galego proba e verás – Filmanova S.L.; - Cando un galego crece, toda Galicia crece – Congo Producciones - Spot Turgalicia – Lúa Filmes - Spot Xacobeo Lobelle – Píxel Films |
| Millor curtmetratge d'imatge real | Millor curtmetratge d'animació |
| - Xoel y los X-Men – ZircoZine, i The Big Bean - El grifo – Continental Producciones - Leo y Mario (se dejan) – Sonia Méndez i Oroboro Films - A residencia – Álex Sampayo i Guillermo Carbajo                                                                                              | - Gato encerrado – María Helena Varela Sánchez i Silvina Cornillón - Checkout – Ficción Producciones e Audiovisual de Servicios Kairos - Cribba, o vampiro – Matriuska Producciones |
| Millor disseny de vestuari | |
| - Mar libre – Eva Camino - 18 comidas – Mariana Razetti - Retornos – Ana López - Crebinsky – Carlos Alonso i Eva Camino | |

### Premio de Honra Fernando Rey
- Luís Tosar

### Premio de Honra Chano Piñeiro
- Óliver Laxe a la direcció revelació.